# ルペシッサのヨハネス
ルペシッサのヨハネス（羅: Johannes de Rupescissa）は、14世紀フランス王国の神学者、預言者、錬金術師である。数多くの預言に満ちた書物を書いた罪で、14世紀半ばに獄死した。

## ヨハネスと錬金術

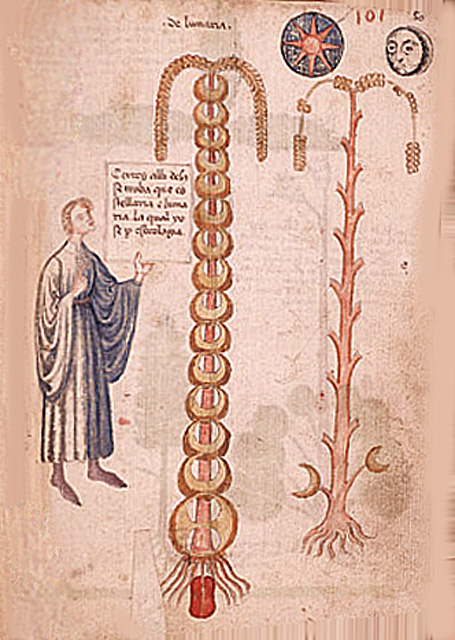
ルペシッサの文書の図版

ルペシッサのヨハネスの『クィンタ・エッセンチアについて』 De consideratione quintae essentiae は、14世紀の前半に執筆されたが、クィンタ・エッセンチアあるいは第五精髄の考えを前面におし出した最初の錬金術の書である。金属の変成にはほとんど関心を払っていないところから、造金を目的とする狭い意味での錬金術の書と受けとるのは不適当かもしれないが、あきらかに医学的錬金術の伝統のなかに位置していたのである。
本書を本体とし前書きと後書きとなる部分をつけ加えて、ライムンドゥス・ルルスの名を冠した『自然の秘密について、あるいは第五精髄について』 De secretis naturae sive de quinta essentia という書物が、その後すぐに成立する。ルルスに帰される一連の錬金術の偽書群は、これに大きく依拠して書かれたので、クィンタ・エッセンチアの概念はルルスの錬金術の大きな特徴となっていった。こうして、この概念は知名度の低いヨハネスよりは、かの有名なルルスの名のもとに流布されることになった。
ルネサンス期なるとヨハネスの書はフランス語訳され、1549年にリヨンで『すべての事物のクィンタ・エッセンチアの特性と効用』と題して出版され、さらに広く流布することになった。